# Clastopus erubescens
Clastopus erubescens är en korsblommig växtart som beskrevs av Heinrich Carl Haussknecht och Joseph Friedrich Nicolaus Bornmüller. Clastopus erubescens ingår i släktet Clastopus och familjen korsblommiga växter. Inga underarter finns listade i Catalogue of Life.